# Sinodo di Chanforan

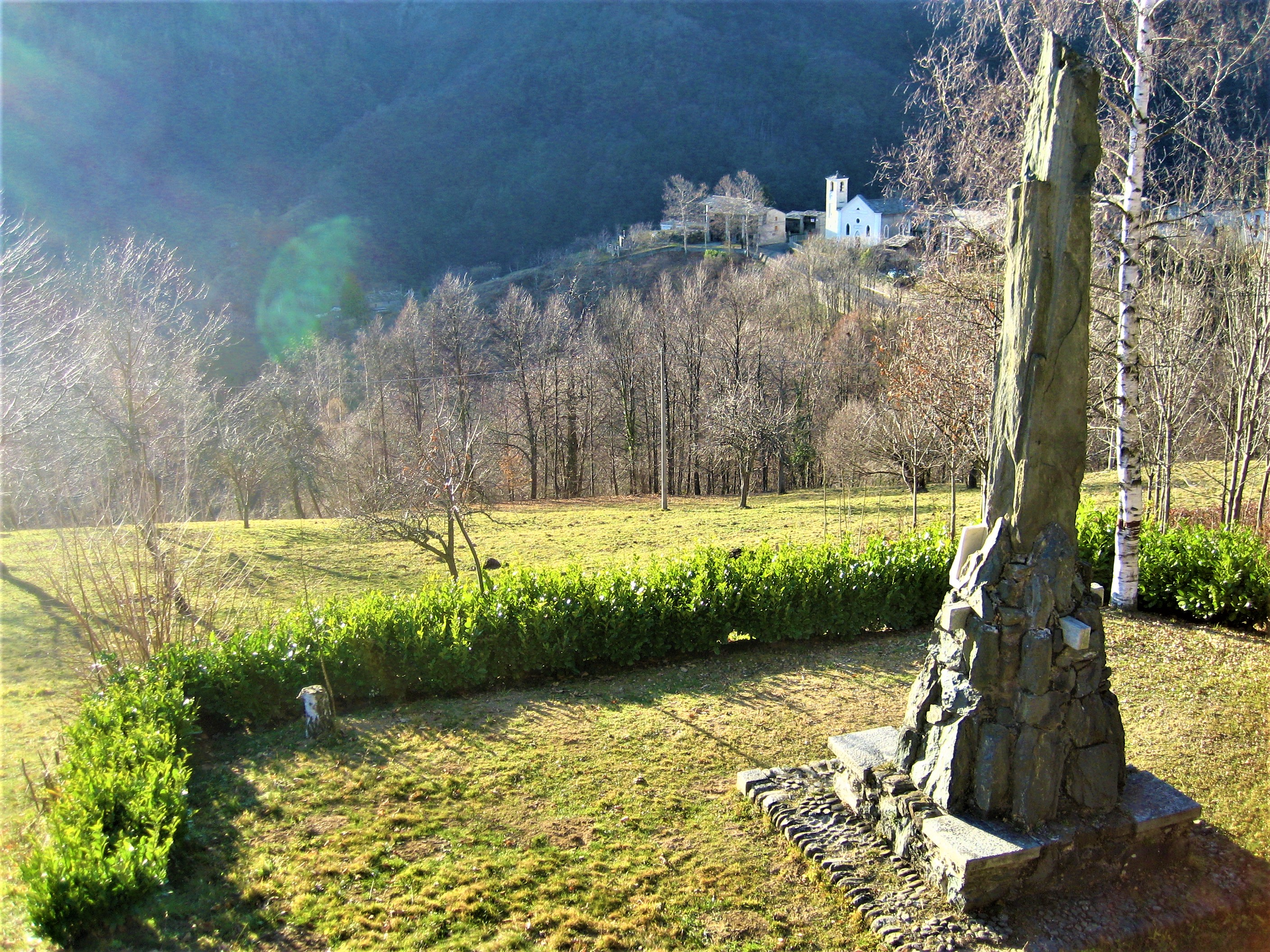
Monumento commemorativo del sinodo di Chanforan con vista su Angrogna

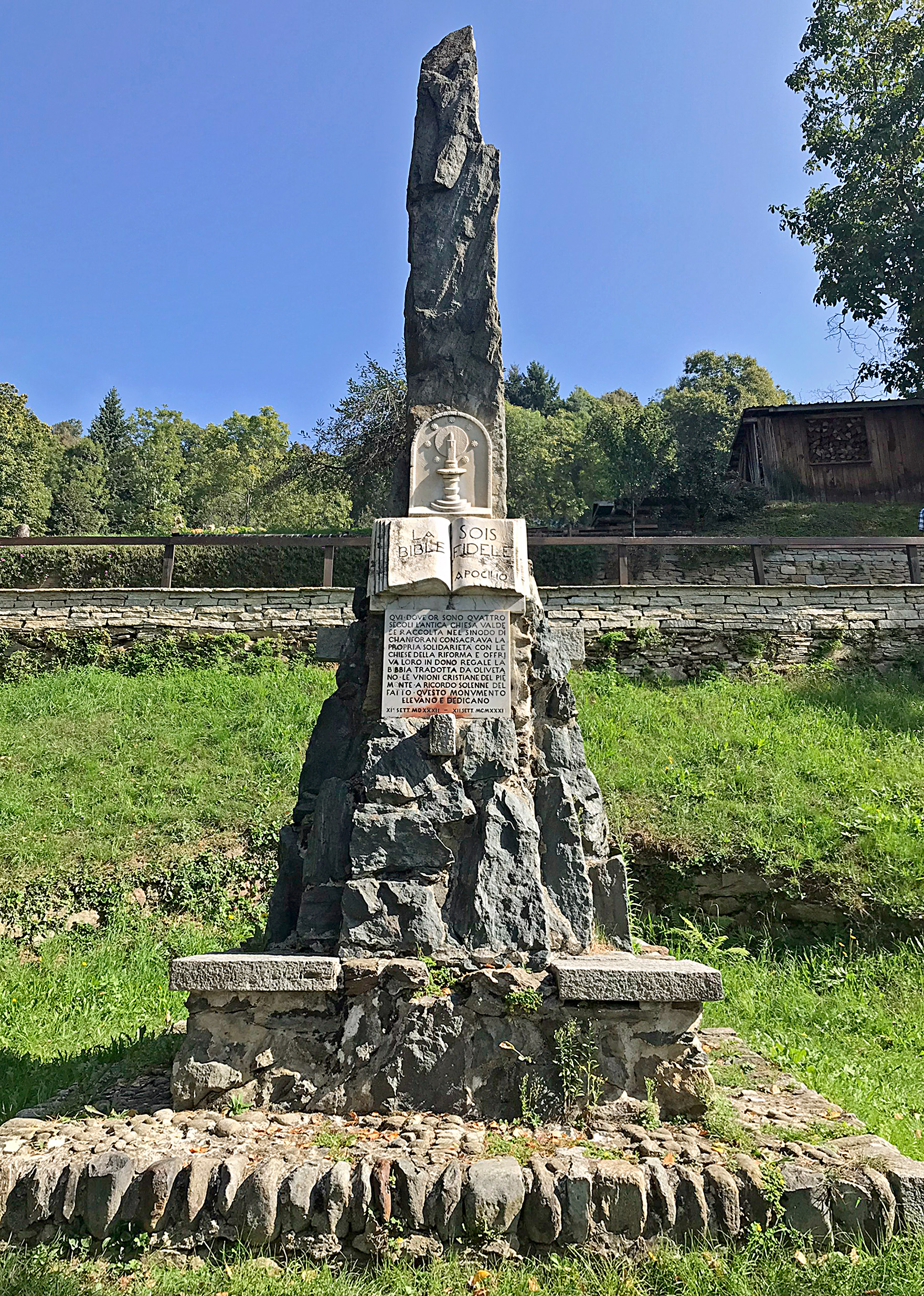
Davanti al monumento

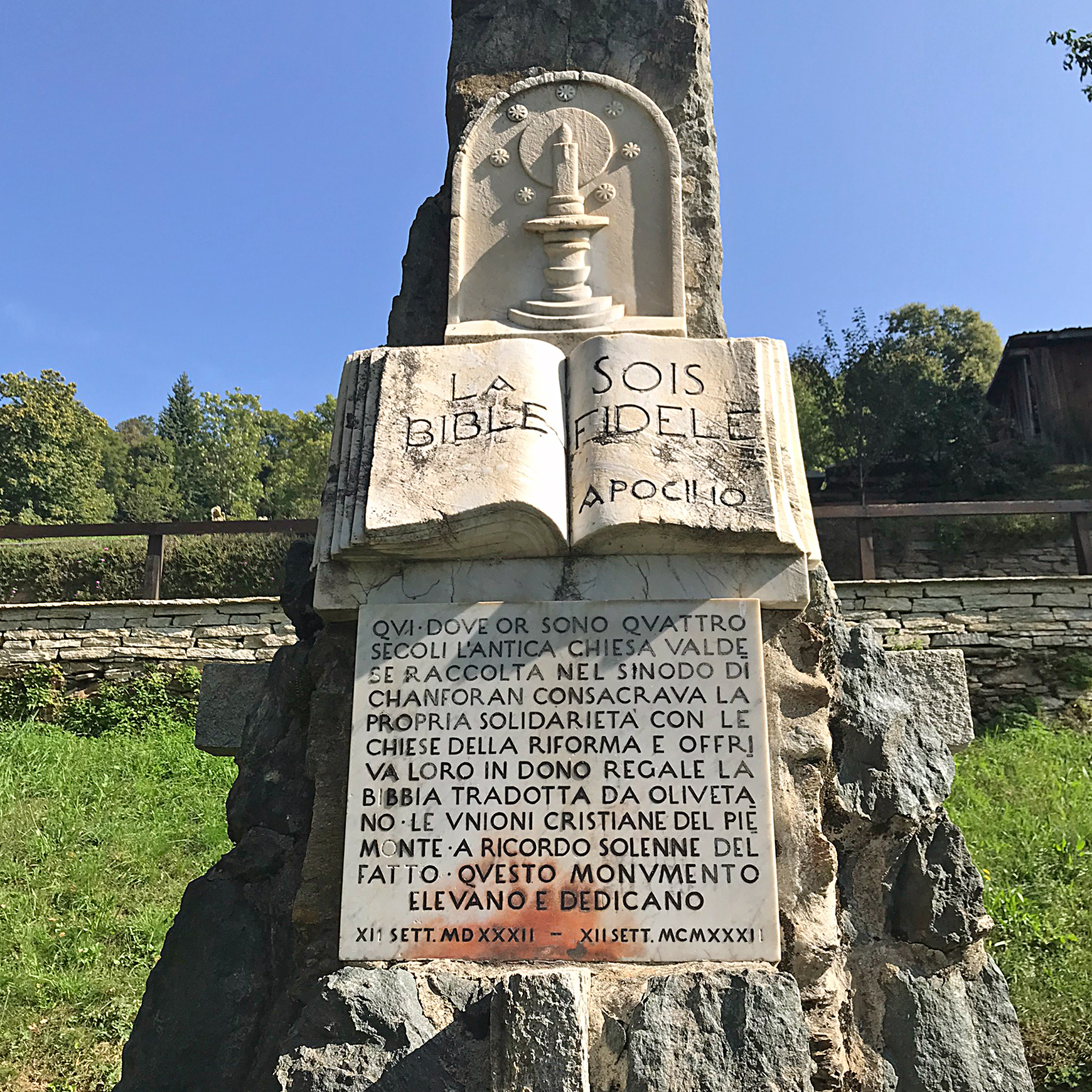
Iscrizione del monumento

Con il termine Sinodo di Chanforan viene designata un'assemblea dei Valdesi, i cui lavori si aprirono il 12 settembre del 1532 nella località di Chanforan nell'attuale municipio di Angrogna. Il sinodo ebbe una durata di sei giorni. L'utilizzo del termine "sinodo" in relazione a questo evento è contestata da alcuni autori dal momento che in quell'epoca la Chiesa valdese non esisteva ancora in forma strutturata; essa infatti cominciò ad assumere una struttura organizzata solo a partire dalla metà del XVI secolo. I sinodi successivi avrebbero assunto i caratteri di assemblee legislative annuali dei ministri del culto e dei laici chiamati a deliberare circa il governo della Chiesa valdese. 
Tra i risultati conseguiti dall'assemblea generale possiamo individuare tre componenti principali: l'adesione dei valdesi alla Chiesa riformata svizzera (allineandosi in particolare alle posizioni di Huldrych Zwingli, Martin Bucer e Johannes Oecolampadius), smussando o eliminando diversi connotati originali di origine medievale del Valdismo; l'approvazione dei venti articoli definenti la dottrina della Chiesa; infine la decisione di tradurre la Bibbia nella lingua corrente utilizzata dai fedeli, ovvero il francese (da tale decisione sarebbe poi derivata la cosiddetta Bibbia di Olivetano, ovvero la traduzione realizzata da Pietro Olivetano e pubblicata nel 1535). Presente all'assemblea di Chanforan troviamo l'influente teologo Guillaume Farel, il quale ebbe un ruolo di primo piano nella definizione della dottrina della Chiesa valdese. La confessione di fede del sinodo di Chanforan iniziò ad essere pubblicata nei testi ufficiali prodotti dalla Chiesa valdese a partire dal XVII secolo ed è basata su un documento attualmente conservato presso il Trinity College di Dublino, il Ms. 259.
In ambito storiografico sebbene sia prevalente la posizione di chi vede il sinodo di Chanforan come un evento storicamente accertato e dalle conseguenze decisive sull'evoluzione del valdismo, esistono tuttavia posizioni discordanti che tendono a minimizzare l'effettiva portata delle decisioni scaturite da tale assemblea o anche a negare del tutto che essa sia avvenuta, declassandola a mito costruito a posteriori.